# Availles-Thouarsais
Availles-Thouarsais – miejscowość i gmina we Francji, w regionie Nowa Akwitania, w departamencie Deux-Sèvres.
Według danych na rok 1990 gminę zamieszkiwało 241 osób, a gęstość zaludnienia wynosiła 22 osób/km² (wśród 1467 gmin regionu Poitou-Charentes Availles-Thouarsais plasuje się na 763. miejscu pod względem liczby ludności, natomiast pod względem powierzchni na miejscu 784.).